# Bradić
Bradić (srp. Брадић) je naselje na zapadu središnje Srbije. Administrativno pripada općini Loznica u Mačvanskome okrugu.

## Stanovništvo
Prema popisu iz 2002. godine, u Bradiću živi 841 stanovnik od kojih je 673 punoljetno. Prema popisu iz 1991., u Bradiću je živjelo 948 stanovnika. Prosječna starost stanovništa iznosi 41,2 godine (39,9 kod muškaraca i 42,5 kod žena). U naselju ima 258 domaćinstava, a prosječan broj članova domaćinstva je 3,26.
Prema popisu iz 2002. godine, Bradić gotovo u potpunosti naseljavaju Srbi.
| broj stanovnika | 1399  | 1414  | 1268  | 1121  | 1027  | 948   | 841   |
|                 | 1948. | 1953. | 1961. | 1971. | 1981. | 1991. | 2002. |